# De Groot's Staalconstructies
De Groot's Staalconstucties v.o.f. was een Nederlands staalconstructiebedrijf dat begonnen is in 1948 met de hoofdvestiging in Zwijndrecht. In 1990 is het bedrijf overgenomen door de Heerema Groep en werd het onderdeel van de Heerema Fabrication Group.

## Geschiedenis
Oprichters Piet de Groot, zijn zoon Jaap en schoonzoon Frans Høvig begonnen in een klein loodsje aan de Ringdijk te Zwijndrecht. Later kwam Piets zoon Anton erbij. Dit terrein werd al snel te klein en het bedrijf verhuisde in 1953 naar het industrieterrein Groote Lindt te Zwijndrecht. In 1965 ging zijn vader met pensioen en werd het bedrijf omgevormd tot N.V. De Groot Zwijndrecht Staalconstructies.
Eind jaren 60 begon De Groot zich te richten op de offshoremarkt. Vanaf 1971 begon het bedrijf spectaculair te groeien, mede door het binnenhalen van de offshore-opdrachten en door overnames. In dat jaar verwierven ze de N.V. Bredase Constructiewerplaats (B.C.W.). Daarna werd in 1973 het terrein en opstallen van kranenbouwer Stork-Hensen gekocht en ontstond De Groot Constructie Rotterdam. In dat jaar werd de structuur van de bedrijven gewijzigd door 6 werkmaatschappijen onder de paraplu van De Groot Zwijndrecht B.V. te brengen. In 1978 werden nog meer acquisities gedaan, ook in het buitenland. Door de internationalisering werd de naam van de houdstermaatschappij gewijzigd in Grootint B.V. met daaronder de werkmaatschappijen en deelnamen. Bekende Nederlandse bedrijven als Nellen Kraanbouw B.V., Rotterdam en Koninklijke Fabriek Penn & Bauduin B.V., Dordrecht hoorden erbij.